# France au Concours Eurovision de la chanson 2003
La France a participé au Concours Eurovision de la chanson 2003 à Riga, en Lettonie. C'est la 46e participation de la France au Concours Eurovision de la chanson.
Le pays est représenté par Louisa Baïleche et la chanson Monts et Merveilles, sélectionnés en interne par France 3.

## Sélection
France 3 choisit l'artiste et la chanson en interne[évasif] pour représenter la France au Concours Eurovision de la chanson 2003.
Lors de cette sélection, c'est la chanteuse Louisa Baïleche et la chanson Monts et Merveilles qui furent choisies.

## À l'Eurovision

### Points attribués par la France
| 12 points | Belgique |
| 10 points | Turquie  |
| 8 points  | Israël   |
| 7 points  | Russie   |
| 6 points  | Portugal |
| 5 points  | Pologne  |
| 4 points  | Roumanie |
| 3 points  | Norvège  |
| 2 points  | Suède    |
| 1 point   | Islande  |

### Points attribués à la France
| 12 points | 10 points | 8 points             | 7 points   | 6 points   |
| --------- | --------- | -------------------- | ---------- | ---------- |
|           |           | - Bosnie-Herzégovine |            | - Roumanie |
| 5 points  | 4 points  | 3 points             | 2 points   | 1 point    |
|           |           | - Pologne            | - Portugal |            |

Louisa Baïleche interprète Monts et Merveilles en 19e position lors du concours suivant la Norvège et précédant la Pologne. Au terme du vote final, la France termine 18e sur 26 pays avec 19 points,.